# Erwin Reibedanz
Erwin Reibedanz (* 3. Oktober 1878; † 8. März 1919) war ein deutscher Unternehmer und Wäschereibesitzer in Berlin.

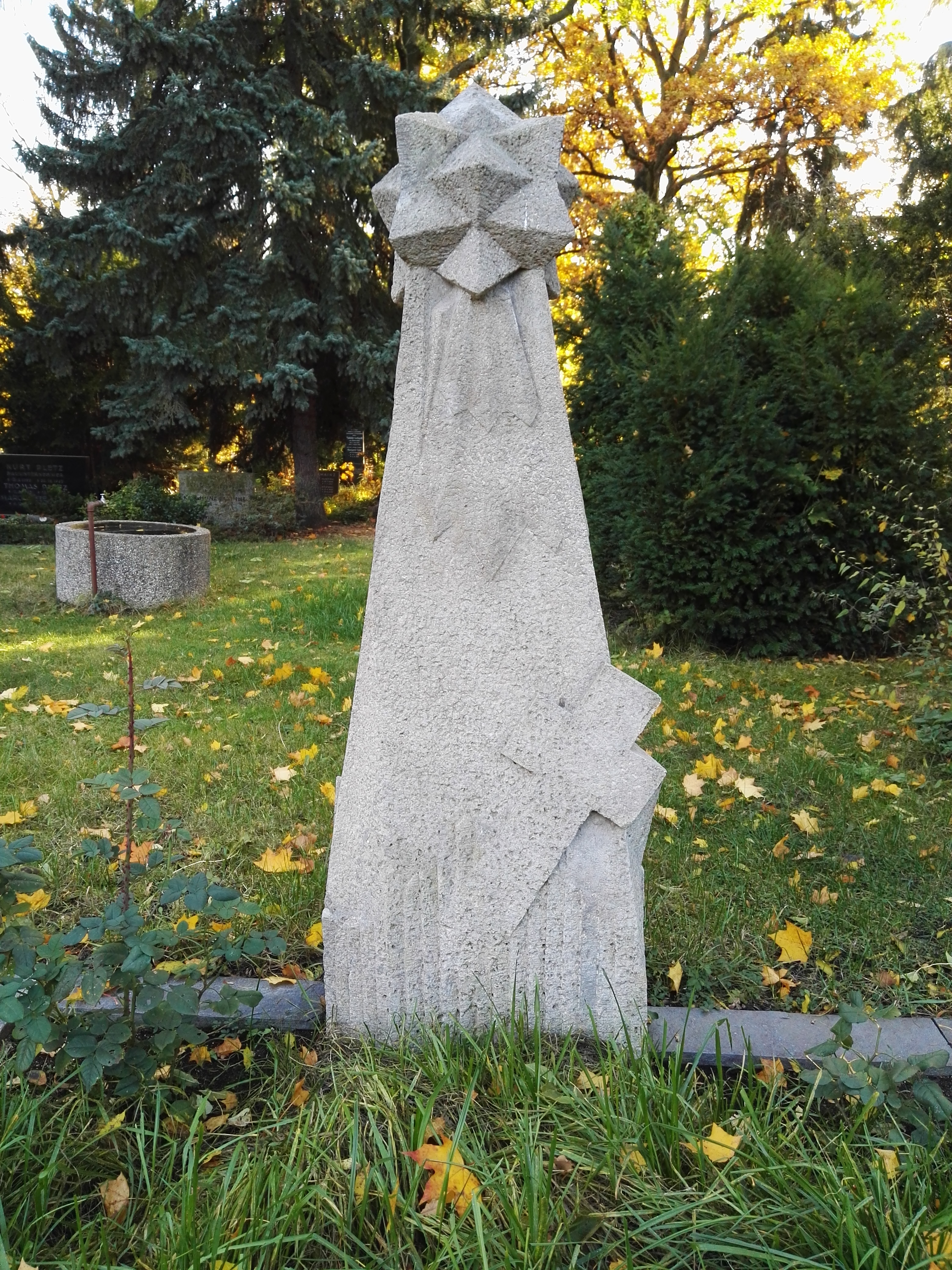
Stele am Grab von Erwin Reibedanz

Seine Dampfwäscherei Teilestraße 23 in Tempelhof für Haus- und Industriewäsche besaß neben Mangel-, Plätt- und Trockenräumen auch Kessel- und Maschinenräume sowie einen Annahme- und Sortierraum. Das 1912 nach Entwurf von Bruno Taut und Franz Hoffmann errichtete Gebäude zählt zu den frühen Beispielen expressionistischer Architektur in Berlin und steht heute unter Denkmalschutz.
Das 1910–1911 für Reibedanz von Taut und Hoffmann errichtete Mehrfamilienwohnhaus Adolf-Martens-Straße 14 in Lichterfelde steht heute ebenfalls unter Denkmalschutz. Der Sohn von Erwin Reibedanz heiratete später die Schwester des Architekten Franz Hoffmann.
Der Bruder von Bruno Taut, Max Taut, gestaltete einen außergewöhnlichen Grabobelisken aus Muschelkalk für das Grab von Erwin Reibedanz auf dem Luisenstädtischen Friedhof. Auch dieser ist heute noch erhalten. 